# Bonamy Grimes

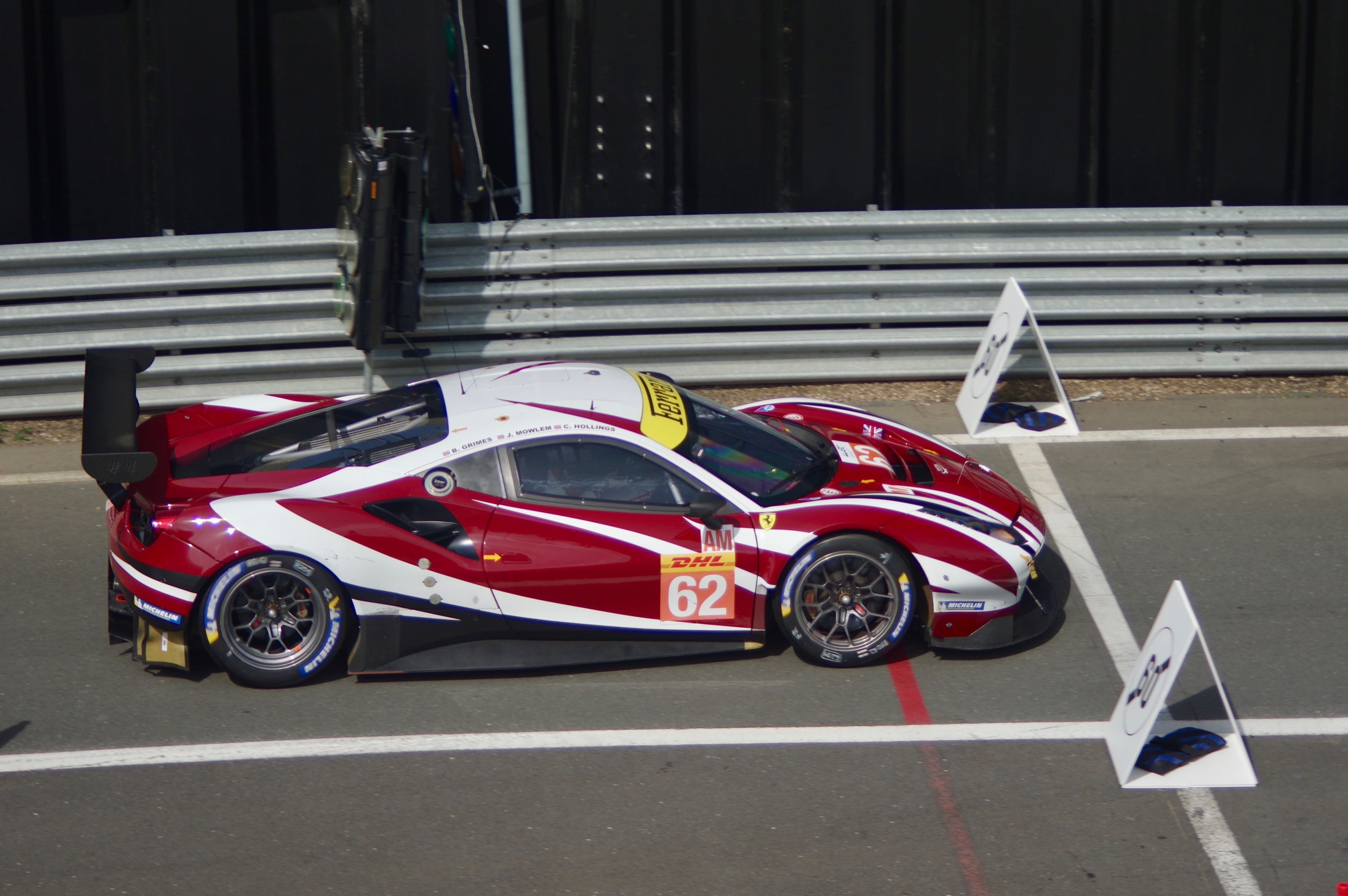
Der Ferrari 488 GTE Evo von Johnny Mowlem, Bonamy Grimes und Charlie Hollings beim 4-Stunden-Rennen von Silverstone 2019

Bonamy Charles Grimes (* 5. September 1971 in Islington) ist ein britischer Unternehmer und Autorennfahrer.

## Unternehmer
2001 gründete Bonamy Grimes zusammen mit zwei Freunden Skyscanner, eine Metasuchmaschine für die Flug- und Hotelbuchung. 2016 verkaufen die Eigentümer das Unternehmen mit dem Sitz in Edinburgh um 1,79 Milliarden Euro an Trip.com Group, den chinesischen Marktführer für Online-Reisebuchungen.

## Karriere als Rennfahrer
Nach dem Verkauf des Unternehmens begann der Waliser Bonamy Grimes 2016 seine Fahrerkarriere. Nach ersten Rennen in der Britcar Endurance Championship startete er 2017 mit Erfolg in der Ferrari Challenge: Trofeo Pirelli, die er mit dem achten Gesamtrang beendete. 2018 fuhr er unteren anderem im Michelin Le Mans Cup und der Asian Le Mans Series. 2019 gab er sein Debüt in der FIA-Langstrecken-Weltmeisterschaft und 2020 beim 24-Stunden-Rennen von Le Mans, wo er im Ferrari 488 GTE Evo von Red River Racing den 41. Gesamtrang erreichte.

## Statistik

### Le-Mans-Ergebnisse
| Jahr | Team             | Fahrzeug            | Teamkollege   | Teamkollege      | Platzierung | Ausfallgrund |
| ---- | ---------------- | ------------------- | ------------- | ---------------- | ----------- | ------------ |
| 2020 | Red River Racing | Ferrari 488 GTE Evo | Johnny Mowlem | Charlie Hollings | Rang 41     |              |

### Einzelergebnisse in der FIA-Langstrecken-Weltmeisterschaft
| Saison  | Team             | Rennwagen       | 1   | 2   | 3   | 4   | 5   | 6   | 7   | 8   |
| ------- | ---------------- | --------------- | --- | --- | --- | --- | --- | --- | --- | --- |
| 2019/20 | Red River Racing | Ferrari 488 GTE | SIL | FUJ | SHA | BAH | AUS | SPA | LEM | BAH |
| 2019/20 | Red River Racing | Ferrari 488 GTE | 25  | 28  | 28  | 26  | 27  | 22  | 41  | 23  |